# 岡田怜子
岡田 怜子（おかだ れいこ、1993年6月19日 - ）は埼玉県出身のファッションモデル、アイドル。血液型A型。元スペースクラフト所属。

## 略歴
2007年
- 2007年3月3日、キャナァーリ倶楽部でインディーズデビュー。

2008年
- 6月19日、東京・秋葉原石丸電気Soft2にて、つんく♂シアター第5弾『青春グラフィティ～ねえ　お姉さん～』Bチーム DVD発売記念イベント（おっきゃん生誕祭）
- 10月18日、東京・新宿MARZの「B.L.T.PRESENTS GirlsWoodstock Vol.5」 に出演。

2009年
- 3月1日、『NICE GIRL プロジェクト! 2周年感謝祭』で正式にめがねキャラを卒業。

2011年
- 5月1日、学業に専念するため、キャナァーリ倶楽部を卒業。

2012年
- 4月　成蹊大学へ入学[1]

## プロフィール
- 特技：台風情報
- 長所：いつも笑っている
- 趣味：カラオケ、音楽を聴く、携帯をいじる
- 特技：縄跳び
- チャームポイント：えくぼ、わらい方
- 好きな食べ物：お芋、いちご、お肉
- 嫌いな食べ物：納豆、お寿司、刺身
- 好きな色：白、黒、ピンク
- 好きな数字：3
- 好きな音楽：ポルノグラフィティ
- 好きなスポーツ：バレーボール
- 得意な料理：ハンバーグ
- 得意な楽器：サックス、木琴

## 主な活動

### 演劇
- つんく♂THEATER 第四弾『あぁ 女子合唱部〜栄光のかけら〜』（2007年9月22日 - 24日） - 木島カエ 役
- つんく♂THEATER 第五弾『青春グラフィティ〜ねえ お姉さん〜』（2008年1月2日 - 14日） - 中島典子 役
- つんく♂THEATER 第六弾『あぁ 女子合唱部〜栄光のかけら2008〜』（2008年9月13日 - 15日） - 三代ひとみ 役
- つんく♂THEATER第九弾～めちゃモテ劇場～「めちゃモテ委員長ＶＳめちゃモテ反対委員会ですわっ！」（2011年1月6日 - 10日、六行会ホール） - ＭＭ学園 合唱部 おっきゃん 役